# Provinatore

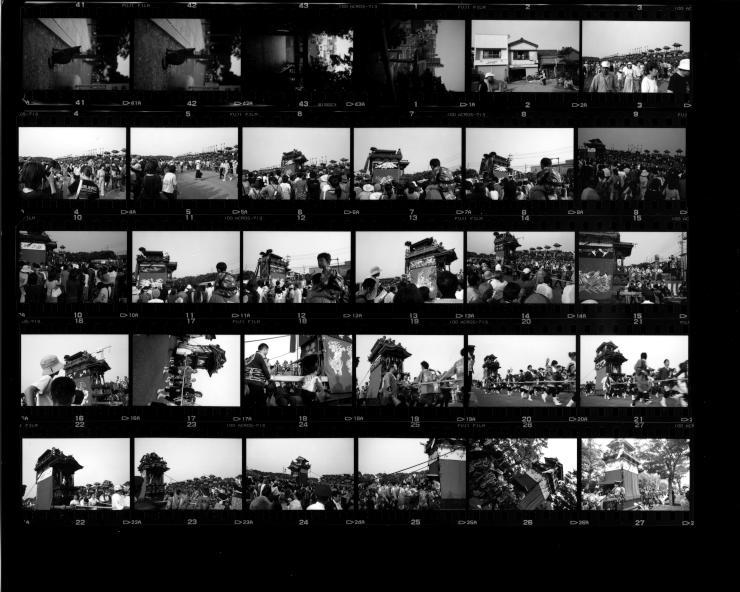
Stampa a contatto realizzata con un provinatore

Il provinatore o torchietto è un dispositivo fotografico utilizzato in camera oscura e destinato alla stampa su carta fotografica da pellicola negativa, generalmente in bianco e nero.

## Principio di funzionamento
Lo strumento è composto da una lastra di vetro fissata su un lato di metallo sotto il quale è presente una morsettiera, alla quale vengono fissati gli spezzoni di pellicola fotografica, con l'emulsione rivolta verso il basso. A contatto con la pellicola viene posto un foglio di carta fotografica con l'emulsione rivolta verso i negativi. Il torchietto viene successivamente posto per alcuni secondi sotto una luce (generalmente quella dell'ingranditore) e quindi la carta sviluppata in bacinella. Si otterrà una stampa fotografica sulla quale sono presenti tutti i fotogrammi della pellicola, che potranno successivamente essere esaminati con una lente d'ingrandimento e scelti per essere ingranditi. La carta potrà costituire successivamente materiale di archivio.